# Tuto
Il Tuto o Toto è una sorta di trottola e viene usato per l'omonimo gioco tradizionale friulano. Se ne conosce una versione simile, Su barrallicu che viene usato per un gioco tradizionale sardo: su pipiriponi. È conosciuto nel resto del mondo con nomi diversi, come Teetotum in inglese, Perinola in spagnolo, Toton in francese, Nimmgib in tedesco. La variante ebraica è il Sevivon.

## Origine e diffusione
Non si conoscono le origini esatte del gioco, che si ritrova sotto vari nomi in tutta Europa, ma un gioco simile era conosciuto dai Romani e Greci. Viene giocato tradizionalmente in Friuli, con le iniziali latine T, A, N e P disegnate sulle 4 facce del corpo centrale, e si fa risalire il suo uso all'epoca della lunga occupazione romana del territorio. Se ne conosce almeno un corrispettivo in Sardegna, Su barralliccu, che viene usato nel Campidanese. Divenne particolarmente importante in Germania nel 1500. Nella cultura ebraica esiste un gioco praticamente identico chiamato Sevivon, la tradizionale trottola di Chanukkah.

## Costruzione e produzione
Il Tuto viene costruito a mano intagliando il legno o, più recentemente, utilizzando un cubo di legno nel cui centro viene inserito un piolo di legno che sporge da un lato e dall'altro. Recentemente riscoperto dalla Ludoteca Comunale di Udine, viene spesso proposto ai bambini come laboratorio di creazione di giochi tradizionali.
Il Tuto è costituito da un cubo di legno di 3 cm circa per lato di ogni faccia, nel quale va inserito un perno centrale, sempre di legno che, da un lato, sporge dal cubo di 1 cm per formare la punta e, dall'altro, di circa 3 cm per facilitare la presa.
Su ogni faccia va inserita, dipinta o incisa, una lettera:
- la T che indica "Totum", in friulano "Tuto", cioè "tutto",
- la A che indica "Accipe", in friulano "Cjape" o "Apice", cioè "prendi",
- la N che significa "Nihil", in friulano "Nuje" o "Nichil", cioè "nulla",
- la P che sta per "Pone", in friulano "Poe", cioè "metti".

## Le regole principali
Si gioca con un minimo di due giocatori, ma più alto è il numero dei partecipanti e maggiore è il divertimento. Il gioco è molto semplice e possono parteciparvi anche i bambini piccoli dotati di una buona manualità.
Il Tuto è un gioco a turni; inizia il bambino più piccolo o quello che vince una "conta".
Il Tuto viene fatto ruotare con le dita (sfregando il pollice e l'indice sul perno centrale) su un tavolo o sul pavimento.
Ogni giocatore deve mettere in mezzo, "sul piatto", un sassolino (o ciò che si decide di puntare per il gioco e che poi costituirà la posta). Dopo di che ciascuno, a turno, fa ruotare il tuto che alla fine cadrà su una delle quattro facce di cui è composto e presenterà una lettera.
Il giocatore che col suo lancio ottiene la T prende tutto quello che si trova sul piatto. Gli altri devono quindi rimettere ciascuno un sassolino sul piatto.
Se la lettera è la P il giocatore deve mettere un sassolino sul piatto (raddoppia la posta).
Il giocatore che col suo lancio ottiene la lettera A ha il diritto di prendere dal piatto un sassolino di quelli che vi si trovano in quel momento.
Se la lettera ottenuta è la N il giocatore non perde e non vince nulla.
Quando il piatto è vuoto ogni giocatore deve rimettere un sassolino; se ne è rimasto senza viene eliminato dal gioco. Vince chi guadagna tutti i sassolini o chi ne ha di più al termine del tempo prefissato.

## Uso
Il Tuto è un giocattolo per bambini utilizzato oggi in compagnia di un adulto.
Al gioco del Tuto tradizionalmente si usava giocare nei lunghi pomeriggi invernali e come posta si utilizzavano noci, nocciole, castagne, fagioli ma anche sassolini, bottoni, palline, figurine ecc.